# Hans-Walter Rix

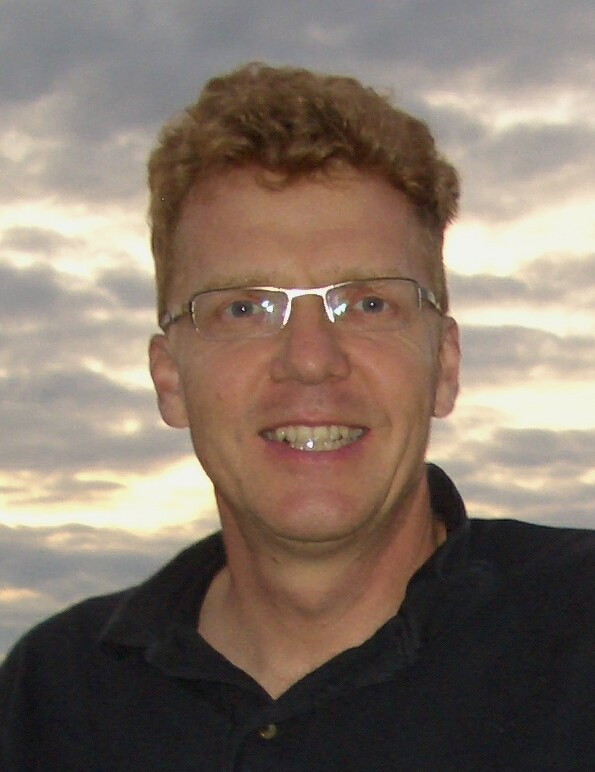
Hans-Walter Rix

Hans-Walter Rix (* 16. Januar 1964 in Erlangen) ist ein deutscher Astronom und Astrophysiker. Seit 1999 ist er Direktor am Max-Planck-Institut für Astronomie in Heidelberg. Er ist der Sohn des Linguisten Helmut Rix.
Rix ist Experte auf dem Gebiet der Struktur und Entwicklung von Galaxien. Er studierte in Freiburg, München und Tucson (Arizona), wo er 1991 an der University of Arizona betreut von Simon White zum Thema „Disk Components in Early Type Galaxies“ promovierte. Er war Hubble Fellow am Institute for Advanced Study in Princeton von 1991 bis 1994 und wissenschaftlicher Mitarbeiter am Max-Planck-Institut für Astrophysik in Garching von 1994 bis 1995. Es folgte eine Anstellung als Assistant und Associate Professor am Steward Observatory der University of Arizona bis Ende 1998.
Seit Januar 1999 ist er Direktor am Max-Planck-Institut für Astronomie und seit 2000 Honorarprofessor an der Fakultät für Physik und Astronomie der Universität Heidelberg.
Ab 1996 war er Forschungsstipendiat der Alfred P. Sloan Foundation (Sloan Research Fellow). Seit 2007 ist Rix Mitglied der Leopoldina.
2013 wurde der Asteroid (200750) Rix nach ihm benannt.